# Steinvör Sighvatsdóttir
Steinvör Sighvatsdóttir (m. 17 de octubre de 1271) se considera la mujer más influyente en la Islandia medieval de la Era Sturlung. También aparece como poetisa, la única escaldo femenina que aparece citada en Skáldatal, aunque nada de su obra ha sobrevivido.

## Familia
Los padres de Steinvör eran Sighvatur Sturluson, caudillo de los Sturlungar, y Halldóra, hija de Tumi Kolbeinsson, caudillo del clan Ásbirningar. El sucesor de Tumi era Kolbeinn Tumason, su tío, y su sucesor, Kolbeinn ungi Arnórsson, era primo. Steinvör se consideraba, de todas formas, una Sturlung. Tuvo dos hermanas y siete hermanos, entre ellos Sturla Sighvatsson y Þórðr kakali.

## Vida
En 1230 Steinvör casó con Hálfdan Sæmundsson, hijo de Sæmundur Jónsson, y tenía su hacienda en Keldur, Rangárvellir. Hálfdan era un hombre reservado y pacífico según la saga Sturlunga, que prefirió la calma de su granja antes de verse involucrado en las trifulcas políticas de la isla. Sin embargo Steinvör siempre reivindicó tomar partido por los asuntos familiares, clamando venganza por los parientes muertos y amenazando con tomar las armas ella misma.
Steinvör Sighvatsdóttir aparece con diversos perfiles según la saga donde aparece citada, en Þorgils saga skarða de manera desfavorable, mucho más favorable en Þórðar saga kakala y bastante más enigmática en la saga Íslendinga. En la saga Íslendinga hay una colección de sueños y portentos versificados que supuestamente ocurrieron poco antes de la batalla de Örlygsstaðir. Una de estas estrofas, escrita en una especie de töglag, se atribuye a Steinvör. Ella soñó que encontraba una cabeza humana cortada en un campo y que una figura onírica le preguntó por qué la cabeza estaba allí. Si este breve poema es auténtico, es el único verso que hubiese sobrevivido de la poesía de Steinvör.